# 博加特耶尔

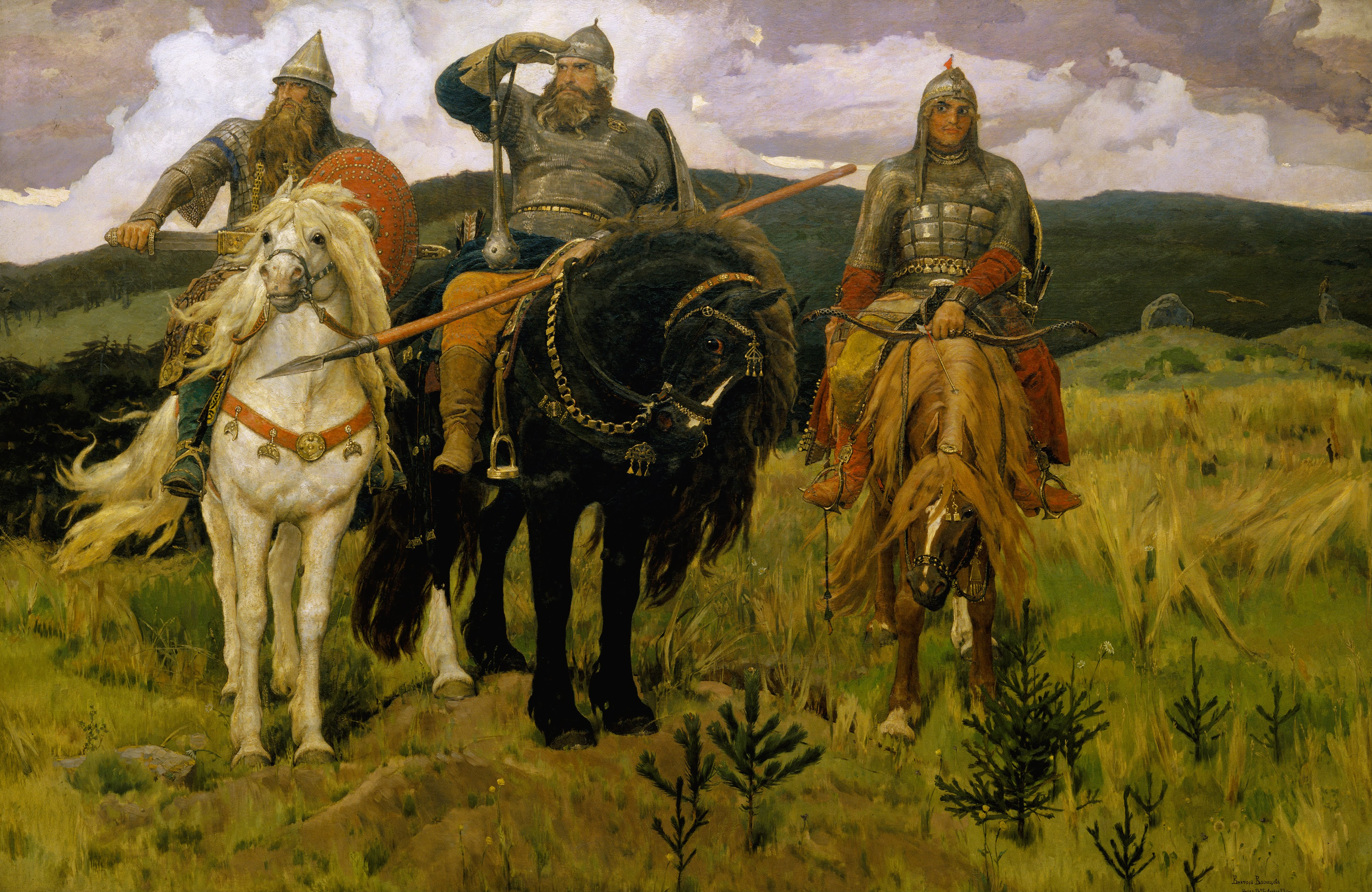
三位最著名的博加特耶尔：多布雷尼亚·尼基季奇，伊利亚·穆罗梅茨，阿罗夏·波波维奇。俄罗斯画家维克托·米哈伊洛维奇·瓦斯涅佐夫1898创作《博加特耶尔》

罗斯勇士，音译为“博加特耶尔”（俄語：богатырь，IPA：[bəɡɐˈtɨrʲ] ⓘ）或“维塔兹”（俄語：витязь，IPA：[ˈvʲitʲɪsʲ]），是罗斯古代民间传说中的英雄人物。在现代俄语中指骑士、武士、壮士、英雄人物。